# Alison Gopnik
Alison Gopnik (16 giugno 1955) è una psicologa statunitense, professoressa associata di filosofia alla Università della California - Berkeley.

## Biografia
È conosciuta per i suoi lavori nelle aree dello sviluppo cognitivo e del linguaggio, specializzata negli effetti del linguaggio sul pensiero, lo sviluppo della teoria della mente, e apprendimento causale. I suoi scritti sulla psicologia e sulla scienza cognitiva sono apparsi in Science, The Times Literary Supplement, The New York Review of Books, The New York Times, New Scientist, Slate e altri. Il suo corpo di lavoro include, inoltre, quattro libri e oltre 100 articoli di giornale. È apparsa spesso in televisione e in radio, inclusi The Charlie Rose Show e The Colbert Report. Slate scrive su Gopnik, "Una delle più importanti ricercatrici nel campo, Gopnik è anche una delle scrittrici più raffinate, con un talento speciale nel rapportare la ricerca scientifica a questioni alle quali genitori e altri desiderano avere risposta. Qui è dove andare se volete entrare nella testa di un bambino." Gopnik è una colonnia del The Wall Street Journal, condividendo con the Mind & Matter column with Robert Sapolsky on alternating Saturdays.

## Vita privata
Gopnik è la figlia del linguista Myrna Gopnik. Alison è la primogenita di sei fratelli tra cui Blake Gopnik, il critico d'arte del Newsweek, e Adam Gopnik, uno scrittore per il The New Yorker.  Fu precedentemente sposata con il giornalista George Lewinski e ha tre figli: Alexei, Nicholas, e Andres Gopnik-Lewinski.  Nel 2010, ha sposato il pioniere della grafica computerizzata Alvy Ray Smith, co-fondatore della Pixar.